# 瑞安·麦克多纳
瑞安·麦克多纳（英語：Ryan McDonagh，1989年6月13日—），美国男子冰球运动员，场上位置是后卫。他曾代表美国国家队参加2014年冬季奥林匹克运动会冰球比赛，获得第四名。